# Грижа стравохідного отвору діафрагми
Грижа стравохідного отвору діафрагми («хіатальна грижа») — це тип діафрагмальної грижі, при якій органи черевної порожнини (як правило, шлунок) прослизають через діафрагму в середній відділ грудної клітки . Це може призвести до гастроезофагеальної рефлюксної хвороби (ГЕРХ) або ларингофарингеального рефлюксу (ЛПР) із такими симптомами, як присмак кислоти в ротовій порожнині або печія. Серед інших симптомів можуть бути проблеми з ковтанням і біль у грудях. Ускладнення можуть включати залізодефіцитну анемію, заворот або кишкову непрохідність.

## Історія
Грижі стравохідного отвору діафрагми вперше були описані в 1853 році, а вперше діагностовані за допомогою рентгенівських променів у 1900 році.

## Причини
Від 10 % до 80 % людей у Сполучених Штатах страждають. Жінки хворіють частіше, ніж чоловіки. Стан стає більш поширеним з віком.
Найпоширенішими факторами ризику є ожиріння та літній вік. Інші фактори ризику включають велику травму, сколіоз і певні види хірургічного втручання. Існує два основних типи: ковзна грижа, при якій тіло шлунка зміщується вгору; і параезофагеальна грижа, при якій орган черевної порожнини зміщується поруч із стравоходом.
Діагноз можна підтвердити за допомогою ендоскопії або медичної візуалізації. Ендоскопія, як правило, потрібна лише тоді, коли наявні тривожні симптоми, симптоми стійкі до лікування або особа старше 50 років.

## Лікування
Симптоми грижі стравохідного отвору діафрагми можна зменшити за допомогою таких змін, як підняття узголів'я ліжка, зниження ваги та коригування харчових звичок. Ліки, які знижують кислотність шлункового соку, такі як H2-блокатори або інгібітори протонної помпи, також можуть допомогти з симптомами. Якщо стан не покращується за допомогою ліків, варіантом може бути операція з проведення лапароскопічної фундоплікації.